# Nocturno (obra de teatro)
Nocturno es una obra de teatro del dramaturgo hispano-argentino Enrique Suárez de Deza, estrenada en 1946.

## Argumento
El músico Armando Acebal vive atormentado por un gran amor que si bien nunca pasó de platónico, lo obsesiona hasta el extremo. La amada, ya fallecida, es una presencia constante en su existencia; una existencia que se dirige inexorablemente hacia el suicidio.

## Representaciones
Estrenada en el Teatro Reina Victoria de Madrid el 20 de diciembre de 1946, con interpretación de Fernando Granada, Tina Gascó, Alberto Solá, Gaspar Campos, Vicente Vega y Lolita Vilar.
Existe también una versión para televisión, emitida por TVE en el espacio Estudio 1 el 27 de septiembre de 1967, realizada por Juan Guerrero Zamora e interpretada por Víctor Valverde (Armando), María Silva (Elena), Luisa Sala, Joaquín Pamplona, Nélida Quiroga, Ramón Pons, Gemma Cuervo, Álvaro de Luna y Tomás Blanco.